# Mauro Acosta
Mauro Acosta, vollständiger Name Mauro Raúl Acosta, (* 31. Januar 1989) ist ein uruguayischer Gewichtheber.

## Karriere
Der 1,59 Meter große Mauro Acosta belegte 2008 bei den Südamerikameisterschaften der Gewichtheber in Buenos Aires den sechsten Rang in der Kategorie bis 62 kg. Er wurde bei den Panamerikameisterschaften des Jahres 2010 in Guatemala-Stadt 14. in der Gewichtsklasse bis 56 kg. Acosta nahm mit der uruguayischen Mannschaft an den Panamerikanischen Spielen 2011 in Guadalajara und an den Südamerikameisterschaften jenes Jahres in der Klasse bis 62 kg teil. Die Wettbewerbe schloss er als Achter bzw. Zweiter ab. In derselben Gewichtsklasse belegte er 2013 bei den Panamerikameisterschaften im venezolanischen Isla Margarita den zehnten, im Rahmen der Südamerikameisterschaften den sechsten Platz.
Bei den Südamerikaspielen 2014 in Santiago de Chile landete er im vom Kolumbianer Francisco Mosquera gewonnenen Wettbewerb der Klasse bis 62 kg auf dem 6. Rang. Auch an den Südamerikameisterschaften 2016 in Brasilien nahm er teil und belegte in der Klasse bis 62 kg den 10. Platz.

## Auszeichnungen
Im Rahmen der Ehrungen der besten uruguayischen Sportler des Zeitraums 2009–2010 („Deportista del Año“) wurde er am 28. März 2011 seitens des Comité Olímpico Uruguayo im Teatro Solís als bester Sportler des Jahres 2009 in der Sparte „Gewichtheben“ ausgezeichnet.